# Вильерс, Томас, 1-й граф Кларендон
Томас Вильерс, 1-й граф Кларендон (англ. Thomas Villiers, 1st Earl of Clarendon; 1709 — 11 декабря 1786) — британский политик и дипломат из семьи Вильерс.

## Происхождение
Родился в 1709 году. Младший сын Уильяма Вильерса, 2-го графа Джерси (1682—1721), и его жены Джудид Херн (ум. 1735), дочери Фредерика Херна. Старший брат — Уильям Вильерс, 3-й граф Джерси (1707—1769).

## Политическая карьера
Вильерс получил образование в Итонском колледже, а затем в Куинс-колледже в Кембридже. После окончания учебы он стал дипломатом.
Вильерс стал британским посланником как в Речи Посполитой, так и в Саксонском курфюршестве с 1740 по 1747 год. В то время оба королевства находились в личной унии при Августе III. Он также был отправлен в Вену, столицу Эрцгерцогства Австрийского, в качестве посланника при дворе Марии Терезии с 1742 по 1743 год. В последний раз его отправили в Берлин, столицу Королевства Пруссия, в качестве посланника при дворе Фридриха II Великого с 1746 по 1748 год.
Томас Вильерс также принимал участие во внутренней политике как член Британской партии вигов, которая в то время доминировала в парламенте Великобритании. Он был избран в Палату общин на выборах в Великобритании в 1747 году. Он был членом парламента от Тамворта с 1747 по 1756 год. В это время он ушел со всех дипломатических должностей.
Он был лордом-комиссаром Адмиралтейства, одним из семи членов Адмиралтейского совета, осуществлявшего командование Королевским флотом с 26 февраля 1748 года по 17 ноября 1756 года. Он служил под командованием первых лордов Адмиралтейства Джона Монтегю, 4-го графа Сэндвича, и Джорджа Ансона, 1-го барона Ансона, на протяжении всего своего срока.
3 июня 1756 года титул барона Хайда, принадлежавший предкам его жены, графам Кларендону, был возрожден. Томас Вильерс получил звание пэра как барон Хайд из Хиндона в графстве Уилтшир.
Хайд занимал пост генерального почтмейстера с 1763 по 1765 год. 9 сентября 1763 года он был принят в состав Тайного совета. Он также занимал пост канцлера герцогства Ланкастерского с 1771 по 1782 год и снова с 1783 по 1786 год.
14 июня 1776 года титул графа Кларендона, который прервался после смерти Генри Хайда, 4-го графа Кларендона, в 1753 году, был возрожден, и Томас Вильерс стал графом Кларендоном. В 1782 году он был также удостоен звания барона Королевства Пруссия, и эту честь он получил королевскую лицензию на использование в Великобритании.
Кларендон вернулся в должность генерального почтмейстера вместе с Генри Картеретом, 1-м бароном Картеретом, в сентябре 1786 года. Это должно было стать его последним политическим заданием.
Лорд Кларендон скончался в декабре 1786 года в возрасте 77 лет. Графством ему наследовал его старший сын Томас.

## Семья

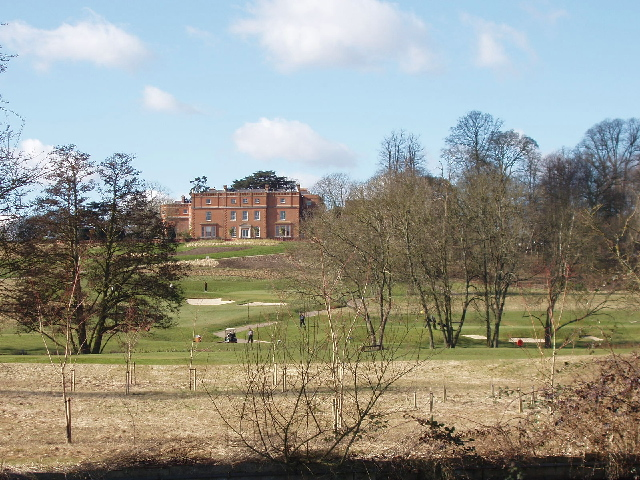
The Grove, Уотфорд, сейчас отель

30 марта 1752 года он женился на леди Шарлотте Капель (2 октября 1721 — 3 сентября 1790), дочери Уильяма Капелла, 3-го графа Эссекса (1697—1743), и его жены Джейн Хайд (1694—1724), дочери Генри Хайда, 4-го графа Кларендона (1672—1753), и Джейн Левесон-Гоуэр. У них было четверо детей:
- Томас Вильерс, 2-й граф Кларендон (25 декабря 1753 — 7 марта 1824), старший сын и преемник отца
- Джон Вильерс, 3-й граф Кларендон (14 ноября 1757 — 22 декабря 1838)[3]
- Достопочтенный Джордж Вильерс (23 ноября 1759 — 21 марта 1827). Отец Джорджа Вильерса, 4-го графа Кларендона
- Леди Шарлотта Барбара Вильерс (27 марта 1761 — 9 апреля 1810).

Он купил и реконструировал The Grove, загородный дом недалеко от Уотфорда, графство Хартфордшир.